# اندام برقی

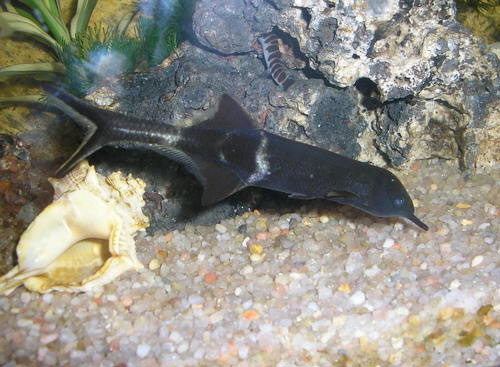
یک گونه ی فیل ماهی که دارای اندام برقی است

در زیست‌شناسی اندام برقی (انگلیسی: Electric organ) عضوی مشترک در همه ماهی‌های الکتریکی است که برای ایجاد یک میدان الکتریکی استفاده می‌شود. تخلیه الکتریکی از این عضو برای ناوبری، ارتباطات، جفت‌گیری، دفاع و همچنین گاهی اوقات برای ناتوانی طعمه استفاده می‌شود.